# Weiherbach (Mooshamer Weiherbach)
Der Weiherbach ist ein linker Zufluss des Mooshamer Weiherbachs in Oberbayern.
Der Weiherbach entsteht südlich des Weilers Schallkofen, durchfließt zunächst den Harmatinger Weiher, macht einen Bogen nach Westen und mündet schließlich in den Mooshamer Weiherbach. Der Bach verläuft fast vollständig im FFH-Schutzgebiet Moore zwischen Dietramszell und Deining.